# Nguyễn Phúc Ngọc Nga
Nguyễn Phúc Ngọc Nga (chữ Hán: 阮福玉珴; 21 tháng 11 năm 1796 – 1856), phong hiệu An Thái Công chúa (安泰公主), là một công chúa con vua Gia Long nhà Nguyễn trong lịch sử Việt Nam.

## Tiểu sử
Hoàng nữ Ngọc Nga sinh ngày 20 tháng 10 (âm lịch) năm Bính Thìn (1796), là con gái thứ bảy của vua Gia Long, mẹ là Tiệp dư Dương Thị Dưỡng. Bà Dưỡng nguyên là Tài nhân, sau mới được gia phong Tiệp dư.
Năm Gia Long thứ 17 (1818), tháng 3 (âm lịch), công chúa Ngọc Nga lấy chồng là Kiêu kỵ Đô úy Nguyễn Đức Thiện, là con trai của Khoái Châu Quận công Nguyễn Đức Xuyên, nhưng phò mã Thiện mất ngay vào năm đó. Công chúa thứ chín của Gia Long là Ngọc Nguyệt cũng lấy một người con trai của Khoái Châu Quận công, là Phó Vệ úy Nguyễn Đức Hỗ.
Bà Ngọc Nga sau đó cải giá lấy Lãnh binh Trấn Tây là Vũ Viết Tuấn, là con trai cả của Thị nội thống chế Vũ Viết Bảo, có với nhau được ba con trai và hai con gái. Cuối năm Minh Mạng thứ 11 (1840), phò mã Tuấn đem quân cứu viện đồn Sa Tôn, bị thương nặng rồi mất. Vua tiếc thương truy tặng phò mã làm Chưởng vệ, cấp cho 40 lạng bạc và 100 quan tiền, cho một người con được tập ấm.
Mãi đến năm Tự Đức thứ 7 (1854), bà Ngọc Nga mới được phong làm An Thái Thái thái trưởng công chúa (安泰太太長公主). Năm thứ 9 (1856), công chúa mất, thọ 61 tuổi, thụy là Nhu Hòa (柔和).